# Moscatel Branco

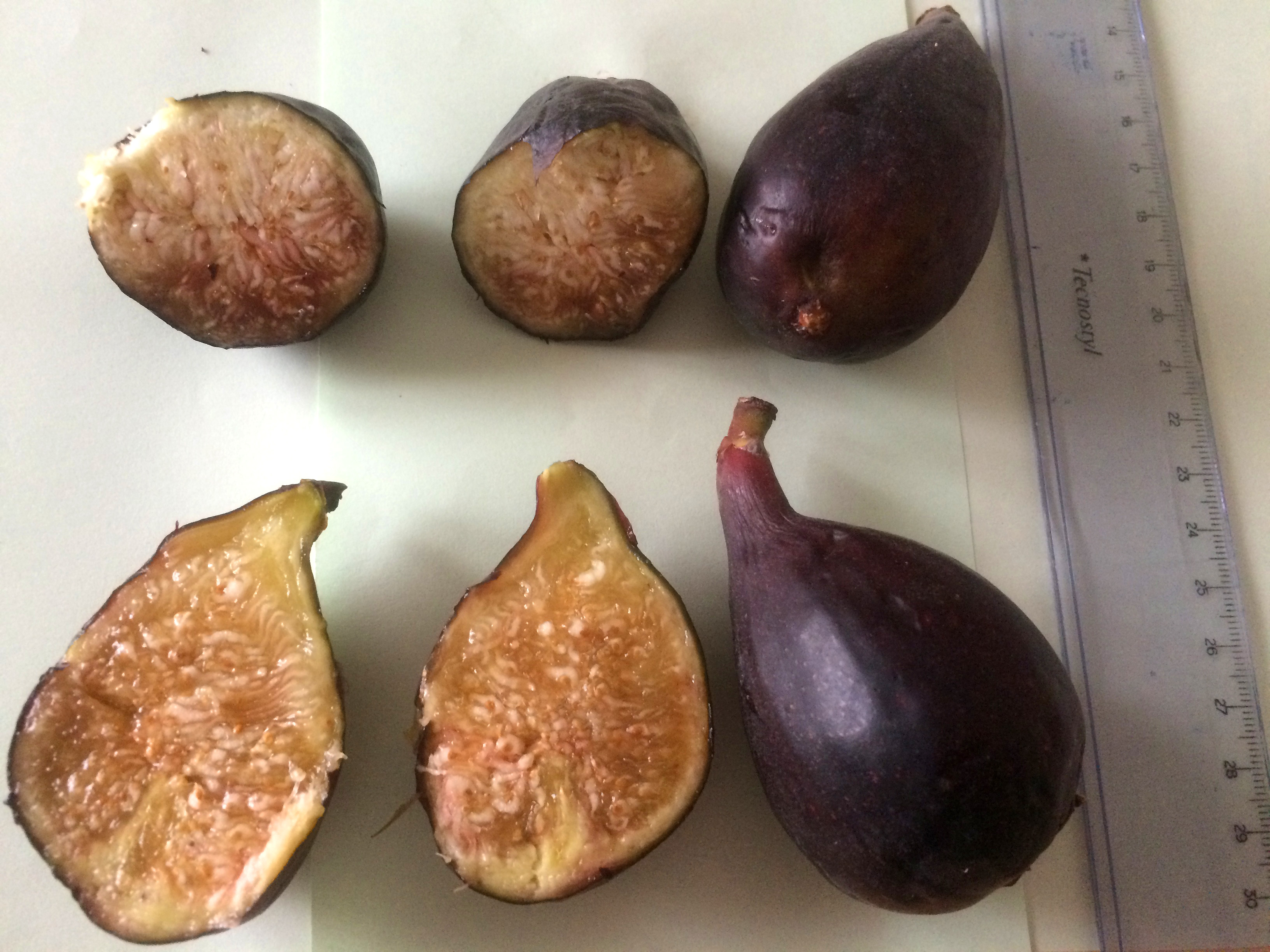
Brevas Colar Elche

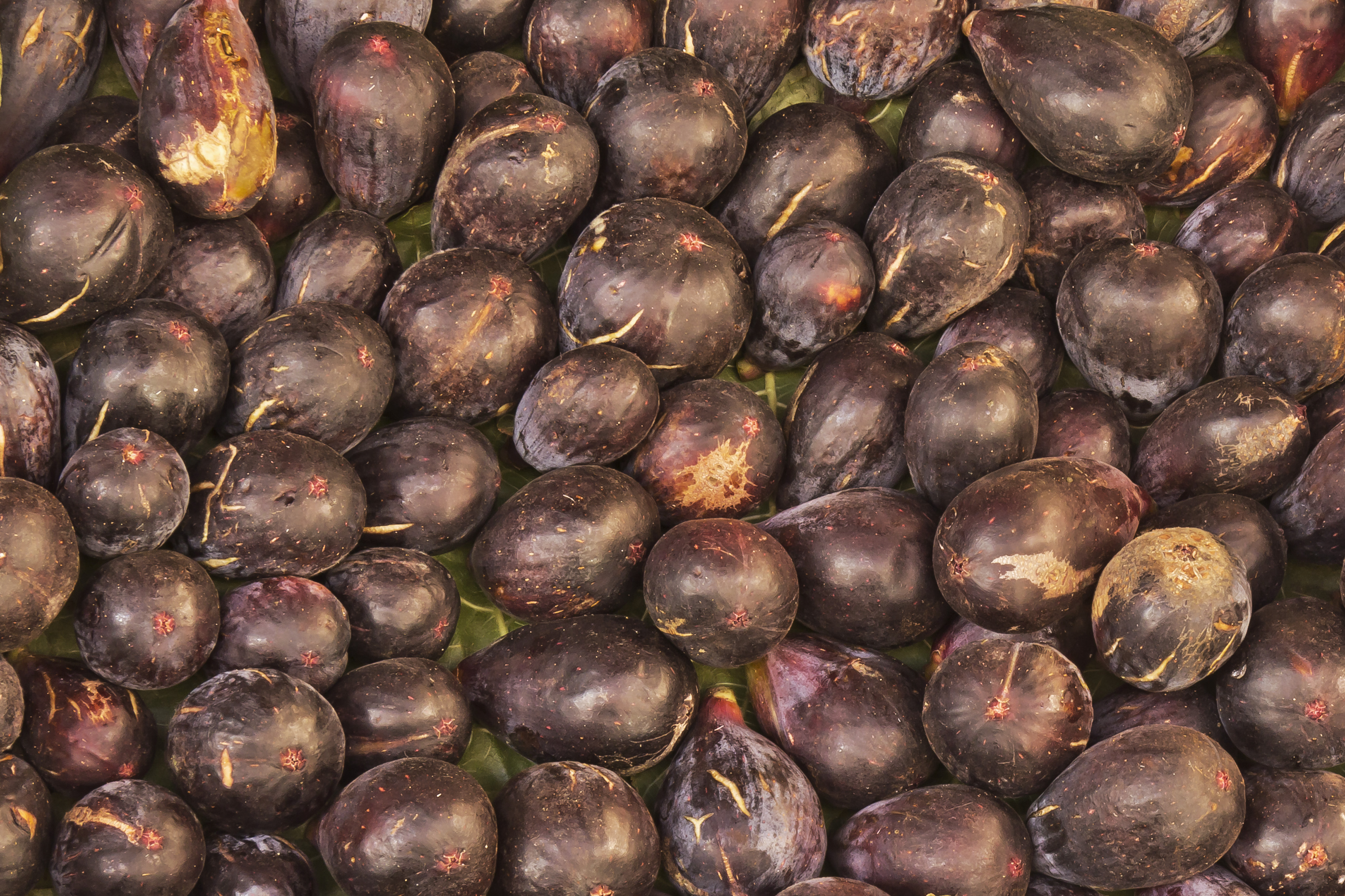
La recova Brevas

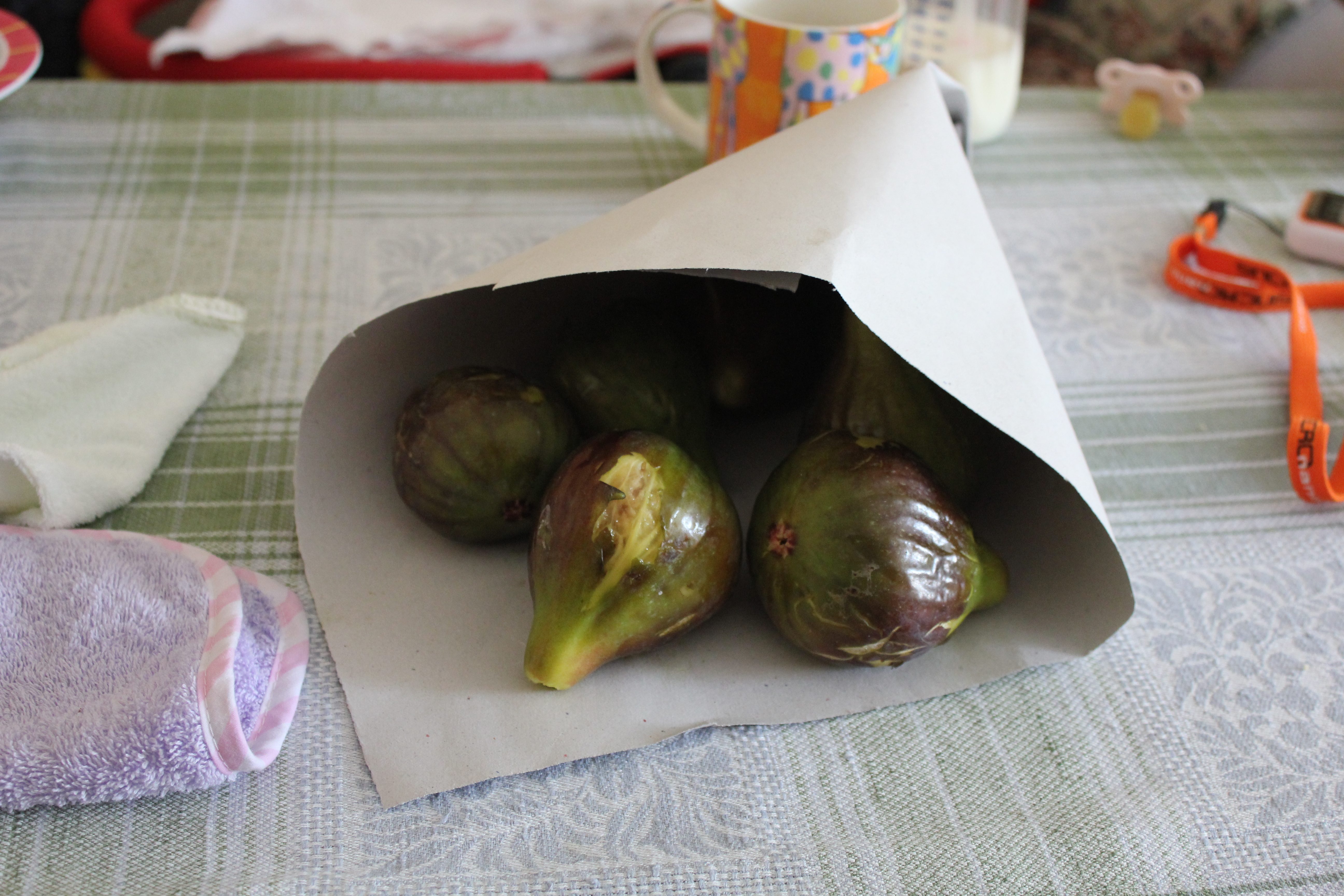
Brevas

Moscatel Branco es un cultivar de higuera tipo Higo Común Ficus carica bífera (con dos cosechas por temporada, las brevas-Lampos en primavera-verano, e higos-vindimos los higos de verano-otoño), de piel verde amarillento. Se cultivan principalmente en el Algarve (Portugal) para el autoconsumo.

## Sinonimias
- „Pingo de Mel“,[4]

## Historia
Dentro de la Unión Europea, España es, junto a Grecia y Portugal, el mayor productor de higos.
El cultivo extensivo de las higueras era tradicional en Portugal, especialmente en las regiones del Algarve, Moura, Torres Novas y Mirandela. Se cosechaban los llamados « "figos vindimos" », que tenían como destino el mercado de los higos secos, para el consumo humano o industrial, pero también para la alimentación de los animales,
Era un higueral de baja densidad, entre 100 y 150 higueras por hectárea, con árboles de gran porte, baja productividad y mucha mano de obra. Todo esto, unido a la fuerte competencia de los higos provenientes del norte de África y Turquía, provocó un progresivo abandono de este cultivo.
Hoy día se está recuperando, pero orientada la producción para su consumo en fresco, imponiéndose variedades más productivas adaptadas a las exigencias y gustos del mercado, aumentando las densidades de plantación e incluso aportando la posibilidad de riego. La producción de higos para el mercado de fruta fresca tiene dos épocas distintas de producción. Una en mayo, junio y julio, que es la época de los « "figos lampos" » (brevas); y otra en agosto y septiembre, hasta las primeras lluvias, que es la época de los « "figos vindimos" » (higos).
La variedad 'Moscatel Branco' fue descrito e ilustrado por Bobone (1932) como una variedad portuguesa, no cultivada comercialmente, pero ampliamente distribuida en el Algarve para autoconsumo.

## Características
La higuera 'Moscatel Branco' es una variedad bífera, del tipo Higo Común. El nombre 'Pingo de Mel' ("gota de miel") que se le da a veces es debido a la goma dulce que emana del ostiolo.
Los árboles 'Moscatel Branco' generalmente producen dos cosechas, la breva es la primera cosecha en junio a julio, con menor cantidad de frutos, que son piriformes, con cuello corto y grueso y tallo corto; color de la piel verde amarillento; pulpa roja, con rastros de violeta.
La segunda cosecha más abundante es la de higos que son de piriformes a esféricos; piel lisa, algo puverulenta; color verde oscuro; pulpa roja; textura fina; calidad muy buena.

## Cultivo
Se trata de una variedad muy adaptada al cultivo de secano, con excelente producción de brevas de buen tamaño y características que la hacen potencialmente muy atractiva para comercializar para su consumo en fresco. Muy cultivado en el Algarve (Portugal) para autoconsumo,